# Sanabria (Comarca)
Die Comarca Sanabria ist eine der zwölf Comarcas in der Provinz Zamora der autonomen Gemeinschaft Kastilien und León.
Sie umfasst 15 Gemeinden auf einer Fläche von 1.215,89 km² mit dem Hauptort Puebla de Sanabria.

## Gemeinden
| Gemeinde                | Einwohner (2024) | Fläche km² | Dichte Einw./km² | Cod INE | Postleitzahl |
| ----------------------- | ---------------- | ---------- | ---------------- | ------- | ------------ |
| Asturianos              | 260              | 42,60      | 6                | 49017   | 49325        |
| Cobreros                | 545              | 77,70      | 7                | 49050   | 49396        |
| Galende                 | 1.024            | 90,26      | 11               | 49085   | 49360        |
| Hermisende              | 216              | 108,75     | 2                | 49094   | 49572        |
| Lubián                  | 290              | 94,39      | 3                | 49100   | 49570        |
| Palacios de Sanabria    | 230              | 37,01      | 6                | 49143   | 49322        |
| Pedralba de la Pradería | 195              | 105,11     | 2                | 49145   | 49392        |
| Pías                    | 94               | 43,91      | 2                | 49154   | 49580        |
| Porto                   | 156              | 200,82     | 1                | 49162   | 49583        |
| Puebla de Sanabria      | 1.366            | 81,39      | 17               | 49166   | 49300        |
| Requejo                 | 111              | 46,10      | 2                | 49174   | 49394        |
| Robleda-Cervantes       | 400              | 32,47      | 12               | 49179   | 49321        |
| Rosinos de la Requejada | 305              | 154,78     | 2                | 49181   | 49322        |
| San Justo               | 215              | 75,12      | 3                | 49189   | 49358        |
| Trefacio                | 165              | 25,48      | 6                | 49224   | 49359        |
| Comarca Sanabria        | 5.572            | 1.215,89   | 5                | –       | –            |